# Тшемешно (гмина)
Тшемешно (пол. Trzemeszno) — гмина (волость) в Польше, входит как административная единица в Гнезненский повет, Великопольское воеводство. Население — 14 102 человека (на 2004 год).

## Соседние гмины
1. Гмина Гнезно
2. Гмина Могильно
3. Гмина Орхово
4. Гмина Рогово
5. Гмина Витково